# جاي توماس
جاي توماس (بالإنجليزية: Jay Thomas)‏ (مواليد 12 يوليو 1948 - 24 أغسطس 2017)، هو ممثل وكوميدي ومقدم برامج إذاعية أمريكي، كما أنه من الفائزين بجائزة إيمي كممثل ضيف في مسلسل كوميدي لسنتي 1990 و1991. اشتهر بعد تمثيله دور «جيري جولد» في مسلسل ميرفي براون.

## وصلات خارجية
- جاي توماس على موقع IMDb (الإنجليزية)
- جاي توماس على موقع روتن توميتوز (الإنجليزية)
- جاي توماس على موقع ألو سيني (الفرنسية)
- جاي توماس على موقع أول موفي (الإنجليزية)
- جاي توماس على موقع قاعدة بيانات الأفلام السويدية (السويدية)
- جاي توماس على موقع إن إن دي بي (الإنجليزية)
- جاي توماس على موقع قاعدة بيانات الفيلم (الإنجليزية)
- جاي توماس على موقع كينوبويسك (الروسية)